# Isabelle Haak
Isabelle Haak (* 11. Juli 1999 in Perstorp) ist eine schwedische Volleyballspielerin.

## Karriere
Haak begann 2012 beim schwedischen Verein Engelholms VS und spielte dort vier Jahre lang. Sie gewann zweimal die schwedische Liga, bevor sie nach Frankreich wechselte. Nach einer Saison bei Béziers Volley, wo sie zur wertvollsten Spielerin der Ligue A ernannt wurde, wechselte sie nach Italien zu Savino Del Bene Scandicci. 2019 ging die Diagonalspielerin zum türkischen Verein Vakifbank Istanbul, mit dem sie 2021 türkische Meisterin und Pokalsiegerin wurde. Anschließend erreichte Haak mit Vakifbank ihr erstes Superfinale der CEV Champions League, verlor jedoch gegen Imoco Volley Conegliano. Im folgenden Jahr gewann Haak mit Vakifbank erneut das nationale Duo, erreichte erneut das Superfinale der CEV Champions League und ging diesmal siegreich gegen Imoco hervor. Nach drei Jahren in der Türkei kehrte Haak nach Italien zurück und schloss sich Imoco an, dem Team, gegen das sie in den beiden vorherigen Superfinals der CEV Champions League angetreten war. 2023 und 2024 wurde sie hier jeweils italienische Meisterin und Pokalsiegern. 2024 gewann sie anschließend auch mit Imoco die CEV Champions League.
Haak hatte ihr erstes Spiel in der schwedischen Nationalmannschaft im Alter von 14 Jahren gegen Lettland und wurde damit die jüngste Volleyballspielerin, die Schweden jemals auf Seniorenebene vertrat. Sie war Mitglied der schwedischen Mannschaften, die 2014 und 2015 die U19-Meisterschaften der nordeuropäischen Volleyball-Zonenverbände (NEVZA) gewannen. Seitdem hat Haak für die A-Nationalmannschaft 2018 und 2022 die Silver European Volleyball League gewonnen. Nach einem zweiten Platz 2023 gewann sie 2024 die Golden European Volleyball League. Bei der Europameisterschaft 2021 erreichte sie mit Schweden das Viertelfinale und 2023 das Achtelfinale.
Haak wurde bei verschiedenen internationalen Wettbewerben mehrfach individuell ausgezeichnet („Wertvollste Spielerin“, „Beste Diagonalspielerin“ etc.) In der Saison 2021/22 wurde sie von der CEV zur besten Volleyballspielerin des Jahres gekürt.

## Privates
Ihre ältere Schwester Anna Haak ist ebenfalls Volleyballspielerin.